# Bonifaz Reile

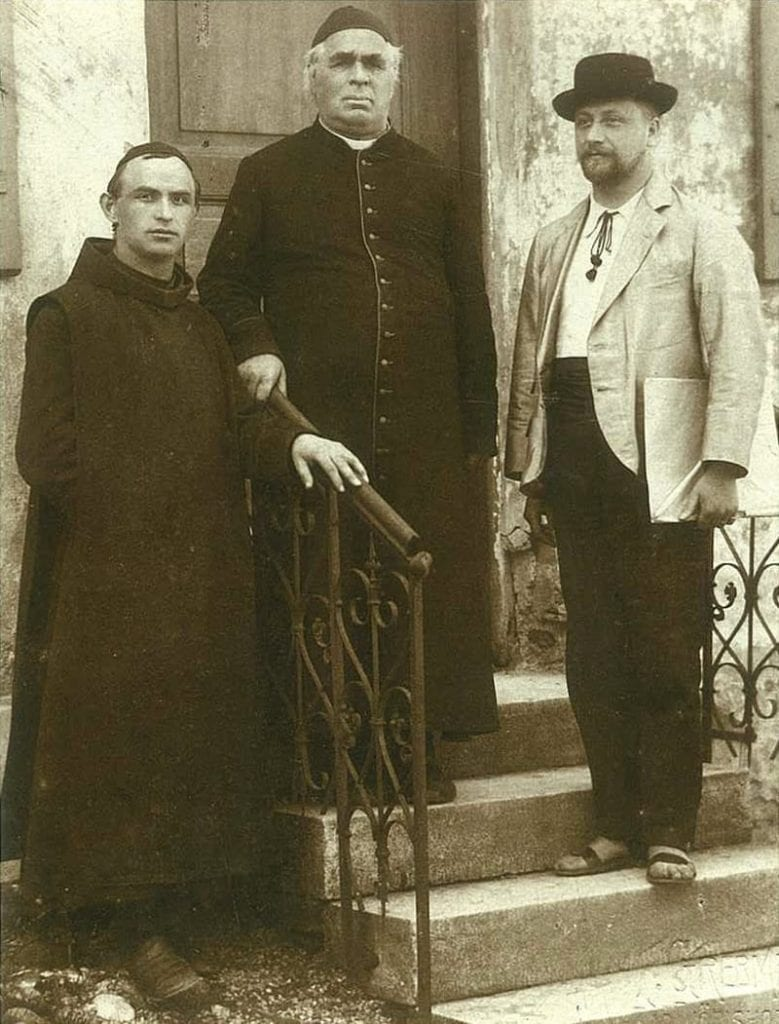
Sebastian Kneipp mit Bonifaz Reile (links) und Alfred Baumgarten (rechts), um 1894/95 in Wörishofen.

Bonifaz Reile (* 26. Oktober 1862 in Wasserzell als Josef Max Reile; † 12. Januar 1952 in Altötting) war ein deutscher Ordenspriester und Heilpraktiker. Bekannt wurde er als Mitarbeiter und Nachfolger von Sebastian Kneipp.

## Leben
Josef Max Reile wurde 1862 als Sohn des Metzgermeisters Johann Reile und seiner Frau Anna Reile, geborene Herler und Tochter eines Schneidermeisters, geboren. Die Taufe erfolgte wahrscheinlich noch am selben Tag im Dom zu Eichstätt, Patin war die Tagelöhnerin Josefa Herle.
Nach Besuch der Volksschule in Eichstätt begann Reile eine Lehre bei einem Tapezierer und Sattler, parallel besuchte er eine Fortbildungsschule. Mit 21 Jahren trat er in Abensberg dem Orden der Barmherzigen Brüder bei. Die einfache Profess legte er am 26. August 1883 ab, hier erhielt er nach Bonifatius von Tarsus den Ordensnamen Bonifaz. Die ewige Profess folgte am 29. August 1888 im Kloster Neuburg an der Donau, das die Barmherzigen Brüder als Krankenhaus nutzten. Schon 1890 wird Reile als Prior des Klosters geführt.
Da 1890 etwa 700 Geistliche zur Kur bei Sebastian Kneipp im Kloster Wörishofen weilten, was das kontemplative Leben der Dominikanerinnen störte, wurde ein Kurhaus für geistliche Gäste errichtet, das Sebastianeum. Nachdem zunächst Franziskanerinnen aus dem Kloster Mallersdorf die Betreuung der meist männlichen Kurgäste übernommen hatten, wurde dies 1893 an die Barmherzigen Brüder übertragen. Die Hausleitung oblag nun Bonifaz Reile, zudem wurde er Kneipps Sekretär.
Zusammen mit dem Arzt Alfred Baumgarten nahm er an den Sprechstunden Kneipps teil und notierte hier Kneipps Verordnungen. Ab 1894 beantwortete Reile in den Kneipp-Blättern die Anfragen an Kneipp, wobei er weitgehend selbstständig arbeitete. Noch vor Kneipps Tod am 17. Juni 1897 kam es zwischen Baumgarten und Reile zu einem Streit um die Nachfolge, was die Anhänger Kneipps in zwei Lager spaltete. Baumgarten wollte die Kneipp-Kur auf eine wissenschaftliche Basis stellen und vertrat die Ansicht, dass nur ein promovierter Mediziner die Nachfolge antreten könne. Reile hingegen meinte, ein begnadeter Laie solle die Arbeit Kneipps fortsetzen. Der Streit um die Nachfolge wurde zum Teil offen in der Presse ausgetragen und veranlasste Persönlichkeiten wie Erzherzog Joseph Karl Ludwig von Österreich zu einer Parteinahme. Reile erteilte Baumgarten Hausverbot im Sebastianeum, dieser hielt seine Sprechstunden fortan im Kneippianum ab.
Als es gegen Ende des Ersten Weltkriegs zu Spannungen zwischen Reile und seinem Orden kam, wurde Reile nach 27 Jahren ins Kloster Kostenz im Bayerischen Wald versetzt. 1922 verließ Reile den Orden und ging nach Frankfurt am Main, wo er eine eigene Praxis eröffnete. Bereits 1923 hielt er wieder Sprechstunden im nunmehrigen Bad Wörishofen. 1931 zog der fast 70-jährige Reile nach Neuhaus bei Schärding und wenig später nach Altötting.
Bonifaz Reile starb im Januar 1952 in Altötting und wurde auf dem Friedhof von Bad Wörishofen beerdigt.

## Werke
- Das kleine Kneipp-Buch. Kösel, Kempten 1900.
- Das große Kneipp-Buch. Kösel, Kempten 1903.
  - Bearbeitung von Christian Fey. Kösel-Pustet, München 1939.
- Hausbuch der Kneippheilkunde. Neuwihler, Wörishofen 1923.
- Kräuterbäder und sonstige warme Anwendungen in der Kneippkur. Neuwihler, Wörishofen 1923.
- Die Stoffwechselkrankheiten und ihre Heilung durch die Kneippkur. Neuwihler, Wörishofen 1923.
- Teebüchlein für die Anhänger Kneipps: Mischung, Zubereitung und Wirkung der Heilkräuter bei den verschiedenen Krankheiten. Neuwihler, Wörishofen 1928.
- Meine Erinnerungen an Hochwürden Herrn Pfarrer Kneipp. Johann-von-Gott-Verlag, München 1955.
  - 2. Auflage als: Erinnerungen an Kneipp: Reminiszenzen eines Achtzigjährigen an die Zusammenarbeit mit Msgr. Sebastian Kneipp von 1892–1897, aufgezeichnet im Sommer 1942. Johann-von-Gott-Verlag, München 1990.

## Links
- Werke von und über Bonifaz Reile in der Deutschen Digitalen Bibliothek